# Rob Carmichael
Rob Carmichael je americký výtvarník. Studoval anglickou literaturu na Swarthmore College. V roce 1994 založil hudební vydavatelství Catsup Plate Records. V roce 2005 založil studio Seen. Je autorem obalu alba Shifty Adventures in Nookie Wood z roku 2012 od velšského hudebníka a hudebního skladatele Johna Calea. S Calem později spolupracoval ještě na albech Mercy (2023) a POPtical Illusion (2024). Je autorem řady dalších obalů hudebních alb; mezi jejich interprety patří například Tim Hecker, Harper Simon nebo skupiny Animal Collective a Dirty Projectors.

## Obaly alb (výběr)
- Sung Tongs (Animal Collective, 2004)
- Merriweather Post Pavilion (Animal Collective, 2009)
- Bitte Orca (Dirty Projectors, 2009)
- Down There (Avey Tare, 2010)
- Feel It Break (Austra, 2011)
- Shifty Adventures in Nookie Wood (John Cale, 2012)
- Swing Lo Magellan (Dirty Projectors, 2012)
- Centipede Hz (Animal Collective, 2012)
- Loud City Song (Julia Holter, 2013)
- Enter the Slasher House (Avey Tare's Slasher Flicks, 2014)
- Painting With (Animal Collective, 2016)
- Sleep Cycle (Deakin, 2016)
- The Painters (Animal Collective, 2017)
- Meeting of the Waters (Animal Collective, 2017)
- In Mind (Real Estate, 2017)
- Essence of Eucalyptus (Avey Tare, 2018)
- Mercy (John Cale, 2023)
- POPtical Illusion (John Cale, 2024)